# Labels « Tourisme et Handicap » et « Destination pour tous »
Pour les articles homonymes, voir Tourisme et handicap (homonymie).
Le label d'Etat « Tourisme et Handicap » dans sa forme actuelle a été créé en 2024 , en lieu et place du dispositif du même nom, créé en 2003 comme « marque nationale du tourisme ».  
Le label « Destination pour tous » a été créé en 2013.  
Tous deux sont des marques de l'État français communément appelées « labels »,  ayant pour objectif l'accessibilité aux personnes en situation de handicap. 

## Tourisme et Handicap

Logo du label Tourisme et Handicap

Le label Tourisme et Handicap vise à favoriser l'accueil et les loisirs des personnes en situation de handicap, valorise les établissements labellisés et s'inscrit dans le cadre du développement du tourisme durable. Le label est géré par  Atout France  depuis mai 2024. Il est accordé à des sites touristiques, des activités de loisirs, des établissements de restauration et d'hébergement, des bâtiments neufs et anciens, adaptés à l'accueil de personnes pouvant être atteintes de handicaps auditif, mental, moteur ou visuel.
Il fut élaboré par la secrétaire d'État au tourisme Michelle Demessine, en concertation avec les collectivités territoriales et les associations représentant les personnes handicapées en 2001. En 2003, le label est devenu une propriété de l’État français, déposée le 12 février 2003 en tant que marque collective simple à l'Institut National de la Propriété Industrielle. 
Tourisme et Handicap décompte en 2025 environ 3700 sites et établissements touristiques labellisés . La liste des professionnels et acteurs du tourisme labellisés est publiée et régulièrement mise à jour sur le site internet d'Atout France. 
Les évaluations sur la base de critères évolutifs réunis dans des cahiers des charges ont lieu tous les cinq ans. Un Comité National de Gestion du Label (CNGL) « Tourisme & Handicap », chargé d'émettre des recommandations quant à la stratégie et au développement du label, a été créé. Entre autres missions, le CNGL « Tourisme & Handicap » émet un avis sur les évolutions des grilles et guide de labellisation « Tourisme & Handicap ».  L'association Tourisme et Handicaps, par la représentation de sa présidente Annette Masson en qualité de personnalité qualifiée, est présente au CNGL. Cette association créée en 2001, même si elle n'est pas propriétaire du label Tourisme et Handicap, a assuré la gestion du label de façon quasi continue depuis son origine : avec  la Direction Générale des Entreprises, avec ADN Tourisme (de 2020 à 2024), et avec Atout France depuis 2024.  

## Destination pour tous

Le label « Destination pour tous » (DPT) est un label  créé en 2013, propriété de la Direction Générale des Entreprises .
Il labellise les territoires proposant des activités et des services de la vie quotidienne et des loisirs adaptés. Il vise à favoriser l’émergence d'un cadre de vie prenant en compte l'accessibilité pour les personnes handicapées au sein des offres touristiques.
Les territoires éligibles doivent permettre l'accessibilité pour au moins deux familles de handicap et poursuivre durant la durée de la labellisation attribuée pour 5 ans, le développement de leur offre touristique globale.
Le label Destination pour tous est une marque de l’État français. 
En 2025, on compte 9 territoires labellisé Destination Pour Tous.